# Pałac Monbijou

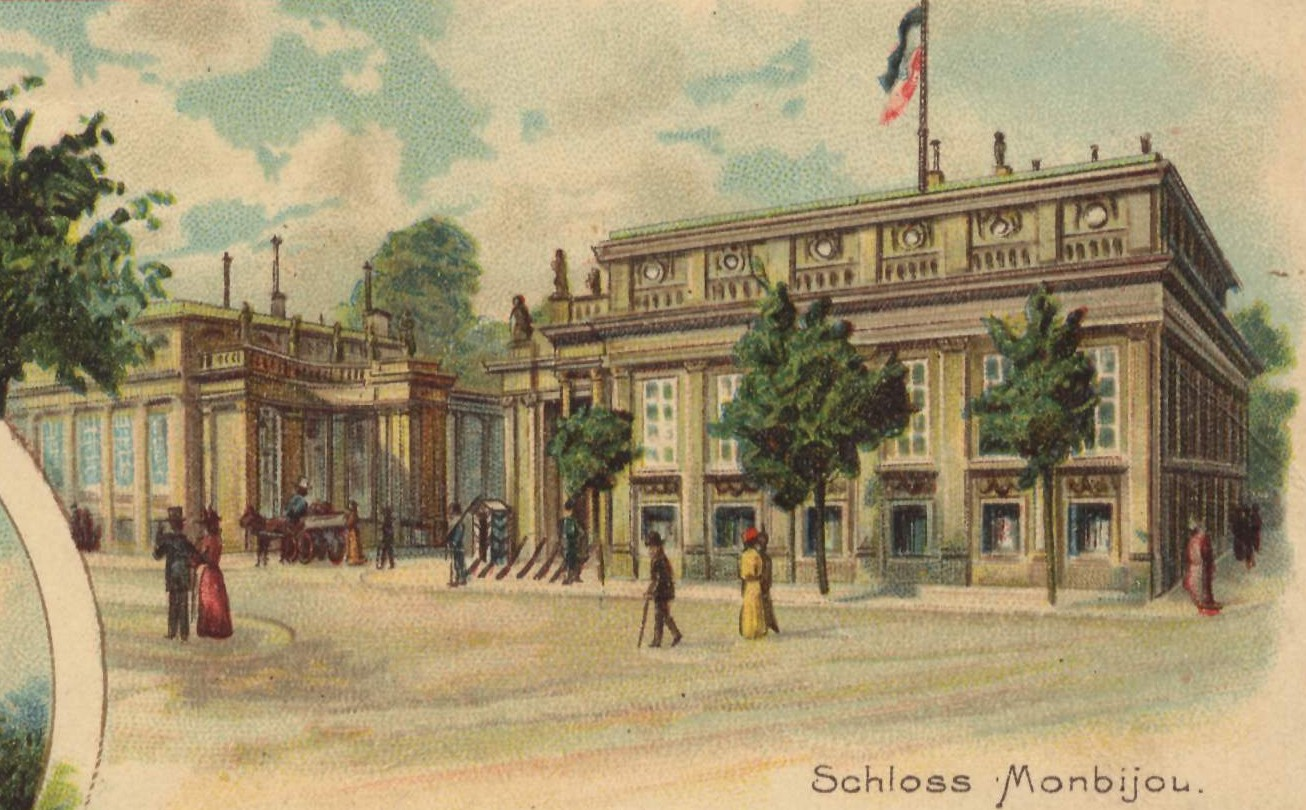
Wjazd do pałacu w 1903 roku

Pałac Monbijou – rokokowy pałac w centrum Berlina, który znajdował się na terenie dzisiejszego Parku Monbijou na północnym brzegu rzeki Sprewy rzeki naprzeciwko Muzeum Bodego.
Pierwszy niewielki pałacyk o powierzchni 400 m² wybudowano w latach 1703-1706 w stylu późnego baroku. Od 1712 roku służył jako pałacyk letni żony następcy tronu Zofii Doroty Hanowerskiej i być może od tego czasu nazywany był z francuska Mon Bijou czyli Mój klejnot. W 1717 roku przebywał w nim przez dwa dni car Piotr I wraz z dworem, który go zdemolował. Pałacyk rozbudowano przed 1742 rokiem według projektu, który wykonał Georg Wenzeslaus von Knobelsdorff. Od 1786 roku do śmierci w 1805 roku mieszkała w nim Fryderyka Luiza Hessen-Darmstadt zesłana do niego przez swojego męża króla Prus. W 1819 roku pod kierunkiem księcia Antoniego Radziwiłła odbyło się w pałacu prywatne przedstawienie Fausta Goethego, które było jednym z pierwszych wystawień tej sztuki. Około 1820 roku w pałacu umieszczono królewskie zbiory „Germanisch-slawischen Alterthümer” (Germano-słowiańskich Starożytności) i pałac przemianowano na „Museum für Vaterländische Alterthümer”, a w 1877 roku na „Hohenzollern Museum”. W 1940 roku Albert Speer zaproponował wyburzenie pałacu i budowę w jego miejscu trzech nowych budynków, jednak planów tych nie zrealizowano z powodu trwającej wojny.
Mocno uszkodzony podczas nalotu w listopadzie 1943 roku w czasie II wojny światowej i ostatecznie wyburzony w 1959 roku. Nie został odbudowany.